# Le Nationaliste
Le Nationaliste était un hebdomadaire (publié le dimanche) et un organe de la Ligue nationaliste canadienne, un mouvement anti-impérialiste et nationaliste du Québec (Canada).

## Historique
Le journal a été fondé par le journaliste Olivar Asselin, le journaliste et homme politique Henri Bourassa et quelques autres personnes. Bien qu'Henri Bourassa détenait des actions dans le journal, il s'est abstenu de participer activement à son administration et, craignant que sa signature implique son approbation tacite de toutes les positions du journal, il a rapidement cessé d'écrire dans le journal.
Le premier numéro du journal a été publié le 6 mars 1904. Olivar Asselin en a assumé la présidence jusqu'en 1908. Le journal était un lieu important de débats politiques au Québec jusqu'à la fondation en 1910 du journal Le Devoir d'Henri Bourassa, auquel Olivar Asselin a contribué pendant deux mois avant de remettre sa démission.
En septembre 1922, Le Nationaliste a fusionné avec Le Devoir pour devenir l'édition de samedi de ce dernier.

## Référence
1. 1 2  Article intitulé Parution du premier numéro du journal « Le Nationaliste » sur le site Bilan du siècle

## Source de la traduction
- (en) Cet article est partiellement ou en totalité issu de l’article de Wikipédia en anglais intitulé « Le Nationaliste » (voir la liste des auteurs).